# Maria Carmem Barbosa
Maria Carmem Barbosa (Rio de Janeiro, 3 de maio de 1947 — Rio de Janeiro, 22 de setembro de 2023) foi uma dramaturga, escritora de telenovelas e roteirista brasileira.

## Biografia
Começou a trabalhar no rádio em 1970, no Programa Minerva da rádio MEC, onde também criou o programa Falou e Disse. Na televisão escreveu programas como Quarta Nobre, Tele Tema e Grandes Nomes, e colaborou como roteirista em Armação ilimitada e Chico & Caetano. Desenvolveu a série Delegacia de Mulheres, que representou o Brasil na conferência sobre violência doméstica realizada em Washington, nos Estados Unidos, em 1997.
Escreveu, ao lado de Miguel Falabella, as telenovelas Salsa e Merengue e A Lua me Disse. Participou da criação dos primeiros episódios de Sai de baixo e Vida ao Vivo Show. Até dezembro de 2009, escreveu Toma Lá, Dá Cá, novamente com Miguel Falabella.
A autora morreu na madrugada de 22 de setembro de 2023, na Casa de Saúde Pinheiro Machado, onde estava internada havia dois meses para tratamento de complicações derivadas do mal de Alzheimer. De acordo com Thiago Barbosa, sobrinho da autora, a novelista sofreu uma parada cardiorrespiratória após uma queda brusca de pressão.

## Filmografia

### Telenovelas
| Ano       | Trabalho          | Emissora   | Escalação        | Parceiros Titulares                   |
| --------- | ----------------- | ---------- | ---------------- | ------------------------------------- |
| 2005      | A Lua me Disse    | Rede Globo | autora principal | Miguel Falabella                      |
| 1996–1997 | Salsa & Merengue  | Rede Globo | autora principal | Miguel Falabella                      |
| 1993–1994 | Olho no Olho      | Rede Globo | colaboradora     | Antônio Calmon                        |
| 1990–1991 | Lua Cheia de Amor | Rede Globo | autora principal | Ricardo Linhares Ana Maria Moretszohn |

### Séries e Seriados
| Ano       | Trabalho              | Emissora   | Escalação                     | Parceiros Titulares                 |
| --------- | --------------------- | ---------- | ----------------------------- | ----------------------------------- |
| 2021      | Os Ausentes           | HBO Max    | criadora                      | Thiago Luciano                      |
| 2007–2009 | Toma Lá, Dá Cá        | Rede Globo | autora principal              | Miguel Falabella                    |
| 1999–2001 | Sandy & Junior        | Rede Globo | redação final                 | Ronaldo Santos                      |
| 1996–2002 | Sai de Baixo          | Rede Globo | autora principal              | Miguel Falabella Euclydes Marinho   |
| 1990      | Delegacia de Mulheres | Rede Globo | criadora supervisora de texto | Miguel Falabella Patrícia Travassos |

### Cinema
| Ano  | Trabalho           | Escalação  |  |
| ---- | ------------------ | ---------- |  |
| 2008 | A Guerra dos Rocha | Roteirista |  |
| 1998 | Zoando na TV       | Roteirista |  |